# Calanthe graciliscapa
Calanthe graciliscapa är en orkidéart som beskrevs av Rudolf Schlechter. Calanthe graciliscapa ingår i släktet Calanthe och familjen orkidéer. Inga underarter finns listade i Catalogue of Life.